# Aasiaat
Aasiaat (dánsky Egedesminde, zastarale Ausiait nebo Âsiât) je město v Grónsku v kraji Qeqertalik. Jedná se o hlavní město kraje Qeqertalik. Byl založen v roce 1759 Nielsem Egedem jako Egedesminde. V roce 2018 tu žilo 3 120 obyvatel, živících se převážně rybolovem. Název znamená "pavouci". Pavučina je též použita ve znaku města. Je to druhé největší město bývalého kraje Qaasuitsup a čtvrté největší město Grónska. V obci se nachází meteorologická stanice.